# ایده‌لو (سرآب)
ایده‌لو یکی از روستاهای استان آذربایجان شرقی است که در دهستان صائین بخش مرکزی شهرستان سرآب واقع شده‌است. اهالی این روستا بیشتر مشغول به شغل دامپروری و کشاورزی هستند. این روستا در ۲۳ کیلومتری سرآب در جاده اردبیل - سرآب در دهستان صائین واقع شده. آب و هوای این منطقه در 7 ماه از سال سرد، و در بقیه ماه ها نسبتا سرد است. رود بزرگ یا (بیوک چای) یکی از رود های دائمی زیبایی است که از این روستا میگذرد و یکی از جاذبه های این منطقه تفرجگاه ایده‌لو(ارشدی) است.